# Volumen 2 (álbum de Polifemo)
Volumen 2 es el segundo disco de la banda argentina de rock Polifemo editado en el año 1977 bajo el sello EMI / Odeon y producido artísticamente por Rinaldo Rafanelli. Luego de la edición de este álbum, la banda se separó.

## Lista de temas
| Polifemo II |                     |                                  |          |  |
| N.º         | Título              | Escritor(es)                     | Duración |  |
| 1.          | «El sueño terminó»  | Rinaldo Rafanelli                | 8:02     |  |
| 2.          | «Viene del sol»     | David Lebón                      | 7:36     |  |
| 3.          | «Súper hombre»      | Rinaldo Raffanelli               | 4:51     |  |
| 4.          | «Trópico de Cáncer» | Rinaldo Raffanelli - David Lebón | 8:35     |  |
| 5.          | «Dualidad»          | David Lebón                      | 4:23     |  |
| 6.          | «Pie»               | Rinaldo Raffanelli               | 7:55     |  |
| 42:10       |                     |                                  |          |  |

## Músicos
- Rinaldo Rafanelli: Voz, Bajo, Guitarra, Sintetizador, Mellotron, Coros, Percusión
- David Lebón: Voz, Guitarra, Sintetizador, Percusión, Coros
- Juan Rodríguez: Batería, Percusión
- Ciro Fogliatta: Órgano Hammond, Piano, Mellotron, Celesta, Sintetizador

- Datos: Q6164736